# La Granadella
La Granadella ist eine katalanische Gemeinde in der Provinz Lleida im Nordosten Spaniens mit 758 Einwohnern (Stand: 2024). Sie ist Teil der Comarca Garrigues.

## Geographische Lage
La Granadella liegt etwa 25 Kilometer südlich von Lleida in einer Höhe von 530 m. 

## Bevölkerungsentwicklung
| Jahr      | 1970 | 1981 | 1991 | 2001 | 2011 | 2021 |
| Einwohner | 855  | 792  | 797  | 789  | 860  | 749  |

## Sehenswürdigkeiten

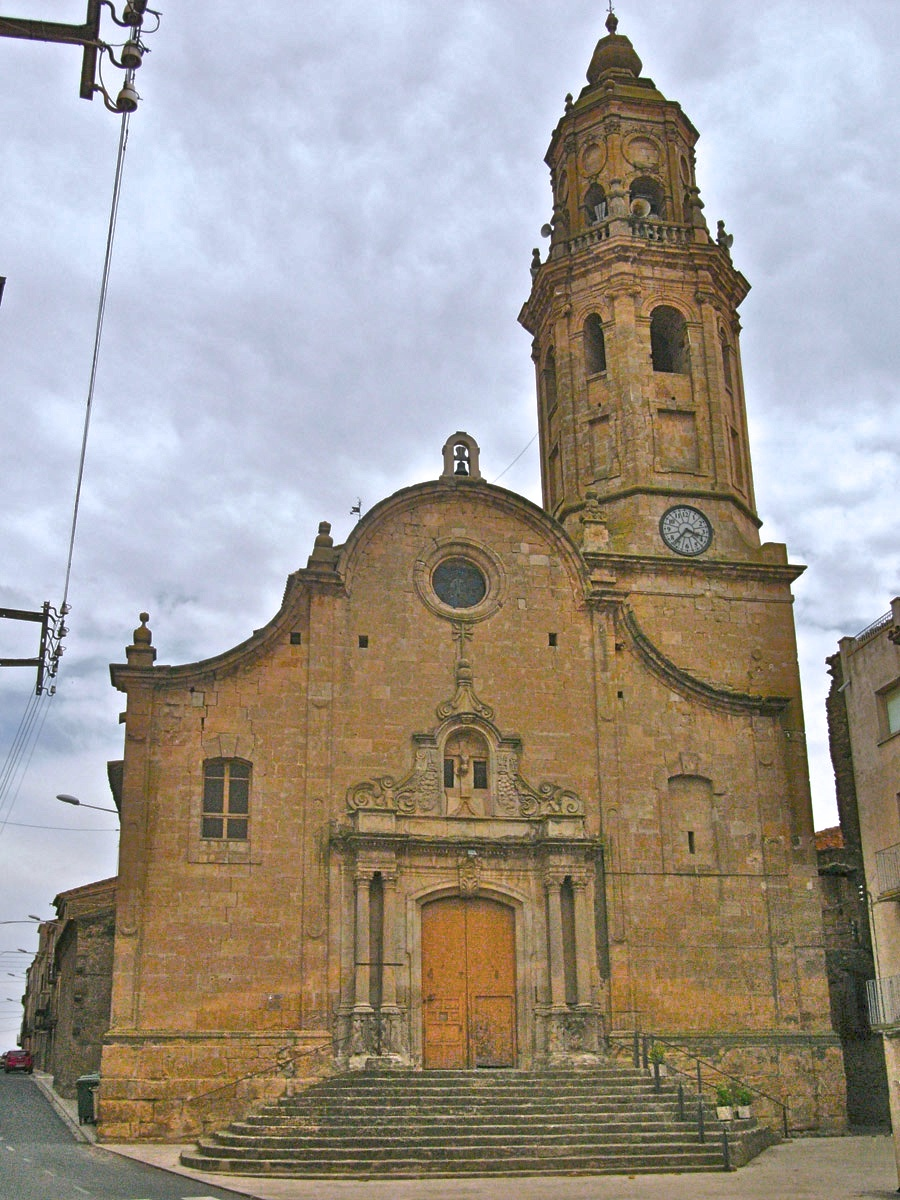
Marienkirche
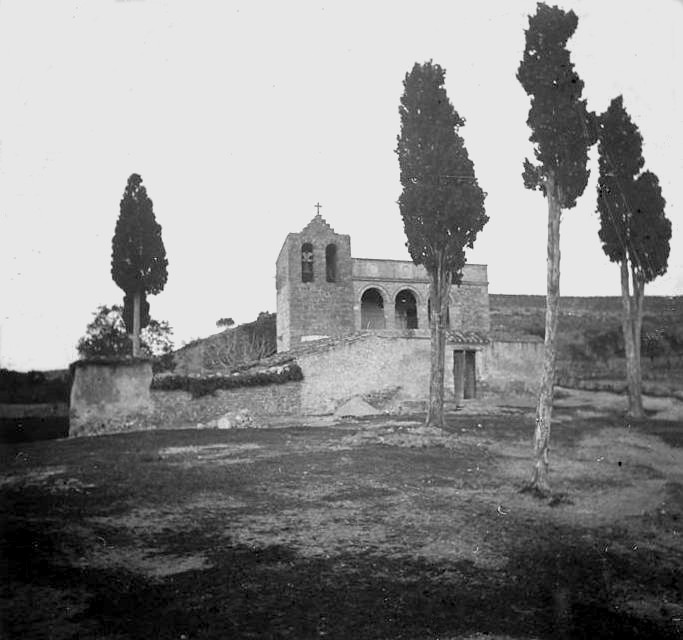
Antoniuskapelle

- Marienkirche
- Antoniuskapelle